# Commiphora pervilleana
Commiphora pervilleana är en tvåhjärtbladig växtart som beskrevs av Adolf Engler. Commiphora pervilleana ingår i släktet Commiphora och familjen Burseraceae. Utöver nominatformen finns också underarten C. p. glaberrima.